# Diipetes
Als Diipetes (gr. Διιπετής), Diopetes oder Iovis proles bezeichnet man Bilder himmlischen Ursprungs, also das Äquivalent der griechischen Antike zum christlichen Acheiropoieton.
Mit dem Wort diipetes werden im klassischen Griechisch nur meteorologische Erscheinungen bezeichnet, vor allem Regen (und nach der antiken Vorstellung vom Regen gespeiste Quellflüsse) sowie Blitze; dagegen wird das gewöhnlichere Wort diopetes für vom Himmel gefallene Götterbilder gebraucht; z. B. auch in der Apostelgeschichte (Apg 19,35 ) für das Kultbild im Tempel der Artemis von Ephesos, von dem ein himmlischer Ursprung behauptet wird.
Auch im Athenatempel der Akropolis von Athen befand sich um 520 v. Chr. im Peripteros ein hölzernes Idol der Göttin, das Zeus der Sage nach von Himmel geworfen habe.